# Daniele Bongiovanni
Daniele Bongiovanni (Palermo, 11 aprile 1986) è un pittore italiano.

## Biografia
Nato nel 1986 a Palermo, dove tutt'oggi vive e opera, ha compiuto gli studi all'Accademia di Belle Arti di Palermo.
Fortemente ispirato da una determinata figurazione novecentista, il suo stile è riconoscibile per la peculiare rappresentazione, tramite le sole varianti del colore bianco, della luce; perlopiù resa diffusa sulla sommità del soggetto pittorico.
Nel 2009 il suo lavoro, con l'esposizione personale Collezione Pelle Sporca, è stato presentato all'Università Ca' Foscari Venezia, nell'ambito della 53.ma Biennale di Venezia.
Successivamente è stato in mostra in diversi musei e altre istituzioni in Italia e all'estero, tra cui l'Independents Liverpool Biennial (2014), la Caroline Springs Gallery di Melbourne (2015), il Centro Svizzero di Milano (2016), il MACRO - Museo d'Arte Contemporanea di Roma (2016), la Biennale di Venezia (2017), il MACA - Museo d'Arte Contemporanea di Acri (2017), il RISO - Museo regionale d'Arte Moderna e Contemporanea di Palermo (2017) e il Palazzo Sant'Elia di Palermo (2018).
Nel 2018, a un anno da una sua personale, Aesthetica Bianca, tenutasi all'Ambasciata d'Italia a Londra, una sua antologica, Exist, a cura di Claudio Strinati con catalogo edito da Silvana Editoriale, è stata ospitata a Palazzo Broletto di Pavia.
Nel 2019, con la personale Con Pura Forma, a cura di Francesco Poli, ha esposto alla galleria Raffaella De Chirico Arte Contemporanea di Torino. Mentre l'anno seguente ha esposto alla Fondazione Malvina Menegaz per le Arti e le Culture di Castelbasso.
Nel 2022 una sua personale, Era/Ηρα, si è tenuta al KCCC - Klaipėda Culture Communication Centre, dove, tra gli altri dipinti, è stata contestualizzata l'installazione pittorica Promise; progetto che ha caratterizzato l'esposizione.
Le sue opere sono incluse in varie collezioni pubbliche, come quelle delle Ambasciate d'Italia ad Abu Dhabi, Helsinki e Londra, della Casa del Mantegna di Mantova, della Fondazione Aria di Pescara, della Fondazione Malvina Menegaz per le Arti e le Culture e dell'Università degli Studi di Urbino "Carlo Bo".
È docente di Anatomia artistica all'Accademia di Belle Arti di Macerata e membro del Consiglio Direttivo dell'ente di ricerca statunitense IVLA - International Visual Literacy Association.